# Mamá (canción de Los Amantes de Lola)
«Mamá» es una canción  interpretada por la banda mexicana de rock latino Los Amantes de Lola, que está incluida en su álbum debut de estudio del mismo nombre. Fue lanzada en el año 1990 por su discografíca BMG Ariola.

## Origen y significado
La canción fue escrita por Cazz Torres, y hace alusión a una historia que cuenta en tono de humor negro el alcoholismo de una matriarca familiar.

## Créditos
- Kazz — voz.
- Gasú — guitarra.
- Fernando Díaz Corona — bajo.
- Miguel Ska — batería.
- Boris — teclados.

### Músicos adicionales
- Pablo Novoa — guitarra acústica.
- Alejandro Giacoman — teclados.
- Armando Espinoza — percusiones.

### Personal de producción
- Óscar López — productor.
- Alejandro Giacoman — programación.
- Pablo Novoa — programación de batería.

## Lista de canciones

### CD - Promo[5]
| Mamá — Single |        |          |  |
| N.º           | Título | Duración |  |
| 1.            | «Mamá» | 3:40     |  |

## Posiciones en las listas
| Listas                                    | Posición |
| ----------------------------------------- | -------- |
| Estados Unidos Billboard Hot Latin Tracks | 62       |

## Premios y nominaciones
| Año  | Publicación | País | Lista                                 | Puesto |
| ---- | ----------- | ---- | ------------------------------------- | ------ |
| 2006 | Alborde     | EUA  | 500 canciones del Rock Iberoamericano | 429°   |